# Yusuf Erdoğan
Yusuf Erdoğan (Isparta, 7 augustus 1992) is een Turks voetballer die bij voorkeur als vleugelspeler speelt. Hij tekende in 2024 bij Konyaspor.

## Clubcarrière
Erdoğan verruilde in 2011 Araklıspor voor 1461 Trabzon. Met die club promoveerde hij in 2012 naar de TFF 1. Lig, het op een na hoogste niveau in Turkije. In totaal maakte hij twaalf doelpunten in vierenvijftig competitiewedstrijden voor 1461 Trabzon. Tijdens het seizoen 2013/14 werd de vleugelspeler uitgeleend aan Trabzonspor. Op 18 augustus 2013 debuteerde hij in de Süper Lig tegen Beşiktaş JK. Op 3 november 2013 maakte hij zijn eerste competitiedoelpunt tegen Elazığspor. In 2014 nam Trabzonspor Erdoğan definitief over. Hier speelde hij in drie seizoenen meer dan 100 wedstrijden, waarna hij verkaste naar Bursaspor.

## Interlandcarrière
Erdoğan debuteerde in 2013 voor Turkije –21, waarvoor hij negen interlands speelde.